# بوخالت
بلدية بوجالت (بالكاتالانية: Pujalt) هي إحدى بلديات مقاطعة برشلونة، والتي تقع في منطقة كاتالونيا، شرق إسبانيا.
يبلغ عدد سكانها 196 نسمة وفقاً لإحصائية سنة (2007).